# 太的黃鯽
太的黃鯽（学名：Setipinna taty），為輻鰭魚綱鯡形目鯡亞目鳀科的其中一種。

## 分布
本魚廣泛分布印度西太平洋區，包括印度、孟加拉灣、斯里蘭卡、緬甸、泰國、馬來西亞、柬埔寨、越南、中國南海、台灣、印尼蘇門答臘、婆羅洲、爪哇島附近等海域。

## 深度
水深5至50公尺。

## 特徵
本魚體甚扁，背緣窄，腹緣有強銳的稜鱗。口大傾斜，口裂窄長。上頜稍長於下頜。上頜骨細長，不達鰓蓋開口。胸鰭第一鰭條延長為絲狀，向後達臀鰭起點。體背部青灰色，體側和腹部銀白帶有黃色。吻部和頭側中部淡金黃色，鰓蓋內面橘黃色。背鰭前方至頭頂黑褐色。背鰭和尾鰭金黃色，背鰭末端、尾鰭上緣和後緣灰黑色。腹鰭白色，尖端黃色。體長可達20公分。

## 生態
本魚近海洄游性魚類，偶會進入岸邊、港灣覓食。

## 經濟利用
食用魚，但體薄肉少，常曬成魚乾或是當下雜魚處理。